# Sami Salo
Sami Sakari Salo (ur. 2 września 1974 w Turku) – fiński hokeista, reprezentant Finlandii, czterokrotny olimpijczyk. Trener hokejowy.
Jego syn Oliver (ur. 2003) także został hokeistą.

## Kariera zawodnicza
- Kiekko-67 (1992-1993)
- Karhu-Kissat (1992-1993)
- TPS U20 (1993-1995)
- TPS (1995-1997)
  -  Kiekko-67 (1995)
- Jokerit (1997-1998)
- Ottawa Senators (1998-2002)
  -  Detroit Vipers (1998)
- Vancouver Canucks (2002-2004)
- Frölunda (2004-2005)
- Vancouver Canucks (2005-2012)
  -  Manitoba Moose (2010)
- Tampa Bay Lightning (2012-2015)

Wychowanek klubu TuTo. Swoją karierę w Liiga rozpoczynał TPS. W drafcie został wybrany w ostatniej rundzie przez Ottawa Senators w 1996 roku. W klubie tym występował od sezonu 1998/1999. W 2002 roku został sprzedany do Vancouver Canucks. W okresie lokautu NHL w sezonie 2004/2005 Salo występował w szwedzkim zespole Frölunda HC. Przed sezonem 2012/2013 podpisał kontrakt z Tampa Bay Lightning przychodząc jako wolny agent. W sezonie NHL (2014/2015) nie występował w klubie. Latem 2015 ogłosił zakończenie kariery zawodniczej z uwagi na kontuzję nadgarstka.
Uczestniczył w turniejach mistrzostw świata 2001, 2004 oraz zimowych igrzysk olimpijskich 2002, 2006, 2010, 2014 oraz Pucharu Świata 2004.

## Kariera trenerska
- Finlandia do lat 20 (2016-2018), asystent trenera
- TPS (2017-), asystent trenera

## Sukcesy

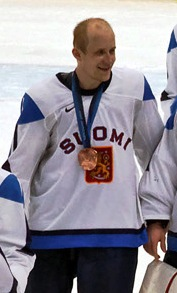
Sami Salo w barwach Finlandii z brązowym medalem ZIO 2010

Reprezentacyjne
- Srebrny medal mistrzostw świata juniorów do lat 20: 2001
- Srebrny medal zimowych igrzysk olimpijskich: 2006
- Brązowy medal zimowych igrzysk olimpijskich: 2010, 2014

Klubowe
- Złoty medal mistrzostw Finlandii: 1995 z TPS
- Srebrny medal mistrzostw Finlandii: 1997 z TPS
- Brązowy medal mistrzostw Finlandii: 1998 z Jokeritem
- Złoty medal mistrzostw Szwecji: 2005 z Frölundą

Indywidualne
- NHL (1998/1999): NHL All-Rookie Team